# Torrent de Pareis
Le torrent de Pareis est l'un des monuments naturels emblématiques de Majorque, dans les îles Baléares. Il se trouve sur la municipalité d'Escorca.

## Toponymie
En majorquin, torrent signifie « torrent » ou « ruisseau », y compris partiellement asséché. Pareis se traduit par « jumeaux ». Le torrent de Pareis évoque le ruisseau des Jumeaux, sans doute en raison de sa constitution par deux torrents distincts, le Torrent de Lluc et le Torrent de Gorg Blau.

## Géographie
Ce lieu est situé sur le segment oriental de la serra de Tramuntana, entre Soller et Pollença. Le point de départ du chemin de randonnée qui rejoint l'entrée du Torrent se trouve à Escorca, sur la route Ma-10. L'autre extrémité touche la mer, à Sa Calobra, haut lieu du tourisme majorquin.
Il s'est creusé sous l'effet de la jonction de deux autres torrents, le torrent de Lluc et le torrent de Gorg Blau. À l'Entreforc, débute le torrent de Pareis proprement dit.
Comment son nom l'indique, le torrent de Lluc, généralement sec, provient du Monastère de Lluc. Celui de Gorg Blau coule depuis le lac, artificiel, du même nom.
Le torrent de Pareis présente plusieurs segments. De l'Entreforc, il est possible de rejoindre la grotte de Sa Fosca. Deux grottes se trouvent sur le parcours, ainsi qu'une fontaine (Font Degotis).

## Histoire
Déclaré monument naturel en 2003 (Décret 53/2003 du 16 mai 2003).

## Activités
Le Torrent de Pareis fait l'objet de nombreuses randonnées, d'autant que son chemin d'accès se trouve à 2,5 kilomètres du monastère de Lluc.
Le débouché à Sa Calobra est particulièrement réputé. En fait, compte tenu de son exiguïté, il est dépourvu d'intérêt d'effectuer la randonnée dans le Torrent lors des pleines phases touristiques (juillet et surtout, août). Sa Calobra est alors bondée et en sur-activité touristique, compromettant la beauté du lieu.
Le torrent de Pareis, même en descente, présente plusieurs points de passage qui nécessitent des techniques d'escalade et un pied sûr. Ainsi, il n'est pas sans danger. L'emport d'une corde constitue une bonne sécurité.
Surtout, étant fort étroit, il se remplit d'eau très rapidement en cas d'averse. La randonnée doit donc s'effectuer en période sèche, idéalement. Même après les averses, le Torrent conserve longtemps des bassins d'eau.
Une bonne partie du Torrent, en remontant de Sa Calobra ne présente aucune difficulté.